# Галька (опера)
«Галька» (польськ. Halka) — опера на 4 дії польського композитора Станіслава Монюшка , лібрето В. Вольського за його поемою «Гальшка» і драматичною картиною К. Вуйціцького «Горянка». Концертне виконання 1-ї редакції (у 2 діях): Вільно, 1 січня 1848 р., силами аматорів, під керуванням автора; 2-ї редакції — Варшава, 1 січня 1858 р., під керуванням Я. Кватгріні. Опера була поставлена в Празі в 1868 р. під управлінням Б. Сметани. Українською мовою лібрето опери було перекладено 1918 року, в цьому перекладі опера йшла у Києві.

## Дійові особи
- Стольник — бас
- Софія, його дочка — сопрано / мецо-сопрано
- Януш — баритон
- Дземба, довірений Стольника — бас
- Йонтек, селянин — тенор
- Галька селянка — сопрано
- Дудар — роль без голосу
- Гості зі шляхти, дружби, дружки, селяни, горяни, слуги.

## Лібрето
Стольник святкує заручини своєї дочки Софії з молодим паном Янушем. Усі захоплюються молодим подружжям. У цей час чути жалібну пісню Гальки — вона шукає Януша, з яким вони кохалися раніше. Однак Янушеві неприємна поява Гальки у цей момент і він змушує Гальку піти. Йонтек, який кохає Гальку, намагається відвернути її від Януша, однак даремно — Галька і далі мріє про Януша.
Площа біля костелу. Януш їде вінчатися з Софією, однак і тут його шукає покинута Галька. Молоді уникають зустрічі з Галькою, а та в божевіллі кінчає життя самогубством.

## Вистави
Опера мала великий успіх у Польщі. До 1900 року вона була поставлена у Варшаві 500 разів, а до 1935 — тисячу. 20 лютого 1869 року опера вперше була поставлена у Великому театрі у Москві. В XX столітті прем'єри опери відбулися у провідних оперних театрах світу — Нью-Йорку (1903), Мілані (1905), Софії (1921), Відні (1926), Берні (1934), Гамбурзі (1935), Берліні (1936), Ліллі (1960), Лондоні (1961), Трієсті (1982) та інших. Серед найкращих виконавців — Я. Королевич-Вайда, Соломія Крушельницька, 3. Федичковський, І. Дигас, В. Охман, на українській сцені — Іван Козловський, М. Мішуга, Олена Петляш, 3оя Гайдай, М. Мікіша, та інші.

## Видання партитури
- HALKA, OPÉRA EN 4 ACTES, Musique de STANISLAS MONIUSZKO, paroles de Vladimir Wolski, PARTITION D'ORCHESTRE, VARSOVIE (1861), chez G. Gebethner & R. Wolff, tomy 1-4 (перше видання)
- Halka, Opera w 4ch aktach, Słowa Włodzimierza Wolskiego, Przekład włoski Achillesa Bonoldi'ego, Muzykę napisał STANISŁAW MONIUSZKO, Partytura orkiestrowa przejrzana i sprawdzona przez Emila Młynarskiego i Konrada Zawiłowskiego, Wydawnictwo Jubileuszowe na pamiątkę 500go przedstawienia Halki na scenie Warszawskiej dnia 9 Grudnia 1900 r., Wydawnictwo i własność Sekcyi imienia Stanisława Moniuszki przy Towarzystwie Muzycznem w Warszawie, z funduszu ofiarowanego przez Leopolda Barona Kronenberga, Skład główny, Warszawa (1904), Gebethner i Wolff, tomy 1-4
- Stanisław Moniuszko: Halka. Opera. Partytura, libretto Włodzimierz Wolski, przekł. włoski Achilles Bonoldi, oprac. muzyczne Kazimierz Sikorski, oprac. wykonawcze uwertury Grzegorz Fitelberg, oprac. tekstu Leon Schiller, Kraków 1951, tomy 1-4
- Stanisław Moniuszko: H A L K A: Opera w 4 aktach, Libretto Włodzimierz Wolski, Partytura Orkiestrowa (Warszawa 1861), Edycja faksymilowa, Wstęp i komentarze: Grzegorz Zieziula, tomy 1-4, Warszawa 2012: Instytut Sztuki PAN — Stowarzyszenie Liber Pro Arte, ISBN 978-83-63877-12-5, ISBN 978-83-92343-80-6, (факсиміле першого видання)

На цю тему: [ http://www.ispan.pl/pl/wydawnictwa/ksiazki/grzegorz-zieziula-wstep-i-komentarze [Архівовано 21 липня 2015 у Wayback Machine.] ] .